# Atypus dorsualis
Atypus dorsualis THORELL, 1897  è un ragno appartenente al genere Atypus della Famiglia Atypidae.
Il nome deriva dal greco ᾶ-, àlfa-, con valore di negazione della parola seguente, e τύπος, typos, cioè forma, immagine, tipo, ad indicarne la forma atipica a causa della sproporzione dei cheliceri e delle filiere.
Il nome proprio deriva dal latino dorsualis, cioè dorsale, proprio del dorso.

## Caratteristiche
Il cefalotorace ha una forma allungata, come pure la tibia, la patella e il protarso della prima e quarta zampa. Il colore è nero giallognolo, la parte inferiore è più scura. Gli occhi anteriori mediani sono separati da uno spazio, che è più grande del loro diametro, in prossimità degli occhi anteriori laterali; gli occhi laterali, invece, sono a contatto fra di loro. Le zampe sono senza spine.
La lunghezza totale o bodylenght (lunghezza del corpo senza le zampe) è 17,5 millimetri, il cefalotorace 6,5, i pedipalpi 5,5; la prima zampa misura 13 millimetri, la seconda 11,5, la terza 10,5 e la quarta 13,5

## Comportamento
Come tutti i ragni del genere Atypus, anche questa specie vive in un tubo setoso parallelo al terreno, per una ventina di centimetri circa seppellito e per altri 8 centimetri fuoriuscente. Il ragno resta in agguato sul fondo del tubo: quando una preda passa sulla parte esterna, le vibrazioni della tela setosa allertano il ragno che scatta e la trafigge, per poi rompere la sua stessa tela, portarsi la preda nella parte interna e cibarsene..

## Distribuzione
Diffusa nella Birmania settentrionale e nella Thailandia settentrionale.